# 白柔毛香茶菜
白柔毛香茶菜（学名：Isodon albopilosus）为唇形科香茶菜属下的一个种。